# Robert E. Shostak
Robert Eliot Shostak es un informático y empresario de Silicon Valley. Nacido en Arlington, Virginia, es conocido por su trabajo fundamental en la rama de la computación distribuida conocida como tolerancia a fallas bizantinas en 1982 junto a Leslie Lamport y Marshall Pease.
Shostak tiene publicadas más de cuarenta patentes académicas y fue, además, editor en la séptima Conferencia sobre deducción automatizada. Fue cofundador de Paradox y más recientemente por la fundación de Vocera Communications donde actualmente trabaja como CTO (Chief Executive Officer).
Su hermano, Seth Shostak, es astrónomo para el instituto SETI y aparece con frecuencia en los medios de comunicación.

## Educación
Graduado con honores en Harvard (1970) por el estudio de matemáticas e informática. Como parte de su trabajo final, diseñó uno de los primeros ordenadores que empleaban lógica RTL con un núcleo magnético como memoria. Continuó estudiando en Harvard donde completó sus estudios, obteniendo un Doctorado y un Master en Matemáticas aplicadas en el año 1974. Recibió, con sus compañeros de IBM y de la Fundación Nacional de Ciencia, el premio Detur Book, que adjudica Harvard.

## Carrera
Shostak se unió al equipo de investigación del CSL (Computer Science lab) en el SRI International (del instituto Stanford) en Menlo Park, California. La mayor parte de su trabajo se centró en la Demostración automática de teoremas (ATP), concretamente en el desarrollo de algoritmos de decisión para mecanizar las fórmulas matemáticas que aparecen con frecuencia en la verificación formal de programas de ordenador.
Con la colaboración de Richard. l Schwartz y P. Michael Melliar-Smith, Shostak implementó un teorema semiautomático que incorpora algunos de estos procedimientos de decisión.  El verificador de teoremas fue usado para verificar las propiedades de corrección de una especificación abstracta del sistema operativo SIFT (Software Implemented Fault Tolerance, que en español sería Software con implementación de tolerancia a fallos incorporada).y fue posteriormente incorporada al PVS (Prototype Verification System). Este trabajo se publicó en el artículo SIFT: Design and analysis of a fault-tolerant computer for aircraft control. Este artículo fue premiado en el año 2014 con el premio Jean-Claude Laprie establecido por el grupo IFIP Subroup 10.4 on Dependable Computing.

## Consistencia interactiva y el Algoritmo de los generales bizantinos
Quizás la contribución académica más notable de Shostak fue haber originado la rama de la informática distribuida conocida como tolerancia a faltas bizantinas (BFT), también llamada consistencia interactiva. 
Este trabajo fue conducido en colaboración con el proyecto SIFT en el SRI. SIFT se concibió por John H. Wensley, que propuso usar una red de ordenadores de uso general para controlar de manera confiable un avión, incluso si alguno de esos ordenadores tenía fallos. Los ordenadores intercambiarían mensajes dando la hora actual y el estado del avión (cada uno tenía sus propios sensores y reloj), y por tanto llegaban a un consenso.
Al principio, no se conocía cuantos ordenadores serían necesarios para llegar a un consenso si un número n de ellas fallaban, y posiblemente actuasen de manera maliciosa para frustrar el consenso. Shostak formalizo el problema matemáticamente y pudo probar que para n ordenadores fallidos, se necesitaban no menos de 3n+1 ordenadores en total para cualquier algoritmo que pudiera garantizar el consenso, lo que él denominó consistencia interactiva. También ideó un algoritmo para n=1, demostrando que cuatro ordenadores eran suficientes usando dos rondas de transmisión de mensajes. Su colega Marshall Pease después generalizó el resultado, construyendo un algoritmo para 3n+1 ordenadores, que funciona para todos los n>0, mostrando así que 3n+1 son suficientes y necesarios.
Leslie Lamport se unió después a la CSL, y mostró que, si los mensajes pueden ser firmados digitalmente, sólo serían necesarios 3n. 
Los resultados colectivos se publicaron en 1979 en el artículo seminal:  Reaching Agreement in the Presence of Faults, que recibió el premio Edsger W. Dijkstra Prize in Distributed Computing en 2005 y el premio Jean-Claude Laprie en 2013.
Los mismos autores ayudaron a popularizar el problema de la consistencia interactiva en su artículo de 1982, The Byzantine Generals Problem, que se presenta en forma de una alegoría colorida propuesta por Lamport. En la alegoría, los ordenadores son reemplazados por generales bizantinos, que necesitaban coordinar el momento preciso del ataque a un enemigo intercambiando mensajes por medio de mensajeros. (La formulación original incorporaba generales albaneses en lugar de bizantinos, pero Jack Goldberg, el jefe de CSL, sugirió que podría interpretarse como lo que se llama ahora apropiación cultural, por lo que el nombre se cambió a bizantinos, ya que así podría llamar menos a la ofensa).
El trabajo sobre este “acuerdo bizantino” ha generado todo un campo de informática distribuida, con cientos de artículos publicados explorando extensiones y aplicaciones de los resultados originales. Uno de los más interesantes es la implementación de blockchains, en la que se busca esta consistencia interactiva entre una red distribuida de ordenadores. Las blockchains sustentan la integridad de las criptomonedas como el Bitcoin.

## Proyectos empresariales
En 1984, Shostak y Richard Schwartz (compañero suyo) fundaron una start-up en Silicon Valley llamada Ansa Software. Fue financiada por Ben Rosen de Sevin Rosen. Su producto, una base de datos llamada Paradox, fue lanzada en 1985, y fue de las primeras bases de datos en funcionar en ordenadores personales IBM. Su interfaz de usuario se basa en Búsqueda mediante ejemplo (QBE-Query By Example), un método gráfico que formula peticiones que fue creado por Moshe Zloof en el IBM Watson Research Center. En septiembre de 1986, Ansa Software fue comprada por Borland International, que lanzó múltiples versiones para Windows.  La comunidad de usuarios todavía sigue activa treinta años después.
Shostak es también fundador de Vocera Communications, que inició en marzo del año 2000. El producto, que facilita la comunicación manos-libres entre los miembros de equipos de hospitales o empresas, incluye Insignias parecidas a las empleadas en Start Trek que se pueden usar con el habla. La compañía se hizo pública en 2012 y tiene un capital de mercado cercano al billón de dólares. Shostak fue CTO y arquitecto jefe hasta que se jubiló en 2013, y fue miembro de la junta hasta la salida a bolsa de la empresa.

## Patentes
•U.S. Patent 5,694,608 Non-modal database system with methods for incremental maintenance of live views, archivado en enero de 1995, emitido en diciembre de 1997, asignado a Borland International, Inc.
•U.S. Patent 5,913,029 Distributed Database and Method, archivado en abril de 1957, emitido en junio de 1999, asignado a Portera Systems
•U.S. Patent 6,892,083 Voice-controlled wireless communications system and method, archivado en agosto de 2001, emitido en mayo de 2005, asignado a Vocera Communications, Inc.
•U.S. Patent 7,190,802 Microphone enclosure for reducing acoustical Interference, archivado en agosto de 2002, emitido en marzo de 2007, asignado a Vocera Communications, Inc.
•U.S. Patent 7,206,594 Wireless communication chat room system and method, archivado en febrero de 2004, emitido en abril de 2007, asignado a Vocera Communications, Inc.
•U.S. Patent 7,248,881 Voice-controlled communication system and method having an access device or badge application, archivado en febrero de 2008, asignado a Vocera Communications, Inc.
•U.S. Patent 7,310,541 Voice-controlled communication system and method, archivado en marzo de 2005, emitido en diciembre de 2007, asignado a Vocera Communications, Inc.
•U.S. Patent 7,457,751 System and method for improving recognition accuracy in speech recognition applications, archivado en noviembre de 2004, emitido en noviembre de 2008, asignado a Vocera Communications, Inc.
•U.S. Patent 7,764,972 Heterogeneous device chat room system and method, archivado en febrero de 2007, emitido en julio de 2010, asignado a Vocera Communications, Inc
•U.S. Patent 7,953,447 Voice-controlled communication system and method using a badge application, archivado en febrero de 2007, emitido en mayo de 2011, asignado a Vocera Communications, Inc.
•U.S. Patent 8,098,806 Non-user-specific wireless communication system and method, archivado en agosto de 2003, emitido en enero de 2012, asignado a Vocera Communications, Inc.
•U.S. Patent 8,175,887 System and method for improving recognition accuracy in speech recognition applications, archivado en octubre de 2008, emitido en mayo de 2012, asignado a Vocera Communications, Inc.
•U.S. Patent 8,498,865 Speech recognition system and method using group call statistics, archivado en febrero de 2011,emitido en julio de 2013,asignado a Vocera Communications, Inc.
•U.S. Patent 8,626,246 Voice-controlled wireless communications system and method using a badge application, archivado en mayo de 2011, emitido en enero de 2014, asignado a Vocera Communications, Inc.
•U.S. Patent 9,817,809 System and method for treating homonyms in a speech recognition system, archivado en febrero de 2009, emitido en noviembre de 2017, asignado a Vocera Communications, Inc.